# TvOS
tvOS (anteriorment Apple TV Software) és un sistema operatiu desenvolupat per Apple Inc. per a Apple TV, un reproductor multimèdia digital. A l'Apple TV de primera generació, el programari d'Apple TV es basava en Mac OS X. A partir de la segona generació, el programari es basa en el sistema operatiu iOS i té molts marcs, tecnologies i conceptes similars.
L'Apple TV de segona i tercera generació tenen diverses aplicacions integrades, però no admeten aplicacions de tercers.
El 9 de setembre de 2015, Apple va anunciar l'Apple TV de quarta generació, amb suport per a aplicacions de tercers. Apple també va canviar el nom del sistema operatiu d'Apple TV a tvOS, adoptant la nomenclatura de camel que estaven utilitzant per als seus altres sistemes operatius, iOS i watchOS.

## Història
El 30 d'octubre de 2015, l'Apple TV de quarta generació va estar disponible; s'envia amb tvOS 9.0. El 9 de novembre de 2015, tvOS 9.0.1 es va llançar, principalment una actualització per solucionar problemes menors.
tvOS 9.1 es va llançar el 8 de desembre de 2015, juntament amb OS X 10.11.2, iOS 9.2 i watchOS 2.1. Apple també va actualitzar les aplicacions Remote a iOS i watchOS, permetent la funcionalitat remota bàsica per a l'Apple TV de quarta generació (anteriorment, l'aplicació només funcionava amb versions anteriors d'Apple TV).
El 25 de novembre de 2015, Facebook va estrenar el seu SDK per a tvOS, que permetia que les aplicacions iniciessin sessió a Facebook, comparteixin a Facebook i utilitzin Facebook Analytics de la mateixa manera que les aplicacions iOS.
El 2 de desembre de 2015, Twitter va estrenar el seu servei d'autenticació d'inici de sessió per a tvOS - "Dígits" - que permet als usuaris iniciar sessió a aplicacions i serveis amb un codi senzill i únic disponible en línia.
El 13 de juny de 2016, a la WWDC 2016, Eddy Cue, vicepresident de serveis d'Internet d'Apple, va anunciar tvOS 10. Va aportar noves funcionalitats, com ara millores de cerca de Siri, inici de sessió únic per a les subscripcions per cable, un mode fosc i una nova aplicació Remote per controlar l'Apple TV; va ser llançat el 13 de setembre de 2016, juntament amb iOS 10.
El 5 de juny de 2023, a la WWDC 2023, es va anunciar tvOS 17. tvOS 17 aporta noves funcions, com ara suport per a FaceTime i aplicacions de videoconferència quan es combina amb un iPhone o iPad, una interfície de centre de control redissenyada i suport VPN de tercers. Va ser llançat el 18 de setembre de 2023, juntament amb iOS 17 i iPadOS 17.
El 10 de juny de 2024, a la WWDC 2024, es va anunciar tvOS 18. Va ser llançat el 16 de setembre de 2024, juntament amb iOS 18 i iPadOS 18.

## Característiques
tvOS 9 es va enviar amb diverses funcions noves a l'Apple TV de quarta generació. Una de les novetats principals va ser la possibilitat de moure's per la interfície amb el nou control tàctil amb gestos multitàctils. També va introduir una nova App Store en la qual els usuaris poden descarregar i instal·lar noves aplicacions (com ara aplicacions i jocs) posades a disposició pels desenvolupadors per a Apple TV i tvOS. tvOS 9 afegeix suport per a Siri, que ofereix multitud de funcions com ara una cerca entre aplicacions per a una pel·lícula/programa de televisió, retrocés, avançament ràpid, nom i actor/director de la pel·lícula actual i saltar 15 segons enrere. tvOS va afegir suport per a un commutador d'aplicacions a l'Apple TV, més opcions de personalització d'aplicacions, salvapantalles cinematogràfics i controla el televisor mitjançant el comandament Siri Remote inclòs amb el suport integrat per HDMI-CEC a tvOS. A més, tvOS permet a l'usuari controlar l'Apple TV de moltes maneres diferents, com ara utilitzar el comandament Siri Remote inclòs, emparellar un comandament universal de tercers, emparellar un MFi Gamepad per controlar jocs, utilitzar l'aplicació Remote a iOS i emparellar-se. un teclat Bluetooth per ajudar l'usuari a escriure.